# Внутрішнє плато
Внутрішнє плато (англ. Interior Plateau) — великий регіон у центральній частині Британської Колумбії. Обмежується горами Карібу і Монаші на сході та горами Хейзелтон, Береговим хребтом та Каскадними горами на заході. Продовження Внутрішнього плато на території США носить назву Колумбійського плато.

## Частини
- Фрейзер
  - Чілкотін
  - Карибу
    - Бонапарт

  - Нечако
    - Макгрегор
- Томпсон

## Джерело
- Interior Plateau Geoscience Project: Summary of Geological, Geochemical and Geophysical Studies / L.J. Diakow, P. Metcalfe and J. Newell. — Victoria, British Columbia: Ministv of Employment and Invesmtent, 1996. — 256 с.: https://web.archive.org/web/20160920135716/http://www.empr.gov.bc.ca/mining/geoscience/publicationscatalogue/papers/pages/1997-2.aspx

| Канада | Це незавершена стаття з географії Канади. Ви можете допомогти проєкту, виправивши або дописавши її. |